# Cento (Emilia-Romagna)
Cento ist eine Stadt mit 35.391 Einwohnern (Stand 31. Dezember 2023)  in der  Provinz Ferrara in der Region Emilia-Romagna in Oberitalien.

## Geographische Lage
Cento liegt südwestlich von Ferrara im Grenzbereich der  Provinzen Ferrara und Modena sowie der Metropolitanstadt Bologna. Die Entfernung von der Provinzhauptstadt Ferrara beträgt 34 Straßenkilometer.

## Geschichte
Die Ursprünge Centos gehen auf sehr alte Ansiedlungen zurück. Seit 1250 unterstand die Stadt der Herrschaft der Bischöfe von Bologna. Im Jahr 1502 bewilligte Papst Alexander VI. Cento Alfonso d’Este als Mitgift für dessen Frau Lucrezia Borgia.
In Cento gilt noch heute das alte System der Partecipanza (auf Dialekt: Partazipanza) agraria, d. h. des landwirtschaftlichen Gesamthandseigentums, ein Eigentumsrecht, das im 11. Jahrhundert aus dem Erbzinsrecht der Bischöfe von Bologna und der Abtei von Nonantola hervorgegangen ist. Dabei handelt es sich um eine gemeinschaftliche Herrschaft, die als juristische Person staatlich anerkannt ist. Die Eigentumsform fußt auf Vorschriften, die Gesetzeskraft haben. Gemäß diesen Vorschriften steht bestimmten Personen und deren Abkömmlingen der Nießbrauch fortwährend zu. Cento ist heute ein Zentrum der automatisierten landwirtschaftlichen Produktion.
Cento ist der Geburtsort des  Barockmalers Giovanni Francesco Barbieri, der im Volksmund il Guercino (der Schielende) genannt wird und der hier  einen Großteil seines Lebens verbrachte. Eine Sammlung seiner Werke ist in der städtischen Pinakothek ausgestellt.
Eines der Todesopfer beim Erdbeben in Norditalien 2012 stammt aus Cento; unter anderem stürzte die Martin von Tours geweihte Kirche ein.

## Wirtschaft und Infrastruktur
Das Unternehmen FondTech betreibt im Ortsteil Casumaro eine große Windkanalanlage, die in der Vergangenheit von den Formel-1-Teams Benetton und Minardi sowie vom Ducati-Werksteam der MotoGP-Klasse genutzt wurde.

## Sport
Am 25. Mai 1995 endete die 12. Etappe des Giro d’Italia in Cento. Es gewann der Tscheche Ján Svorada.
Vom 14. bis 18. September 2005 fand in Cento die Europameisterschaft im Tauziehen statt.

## Bevölkerungsentwicklung
Cento hatte im Jahr 2006 insgesamt etwa 32.600 Einwohner.

## Sehenswürdigkeiten

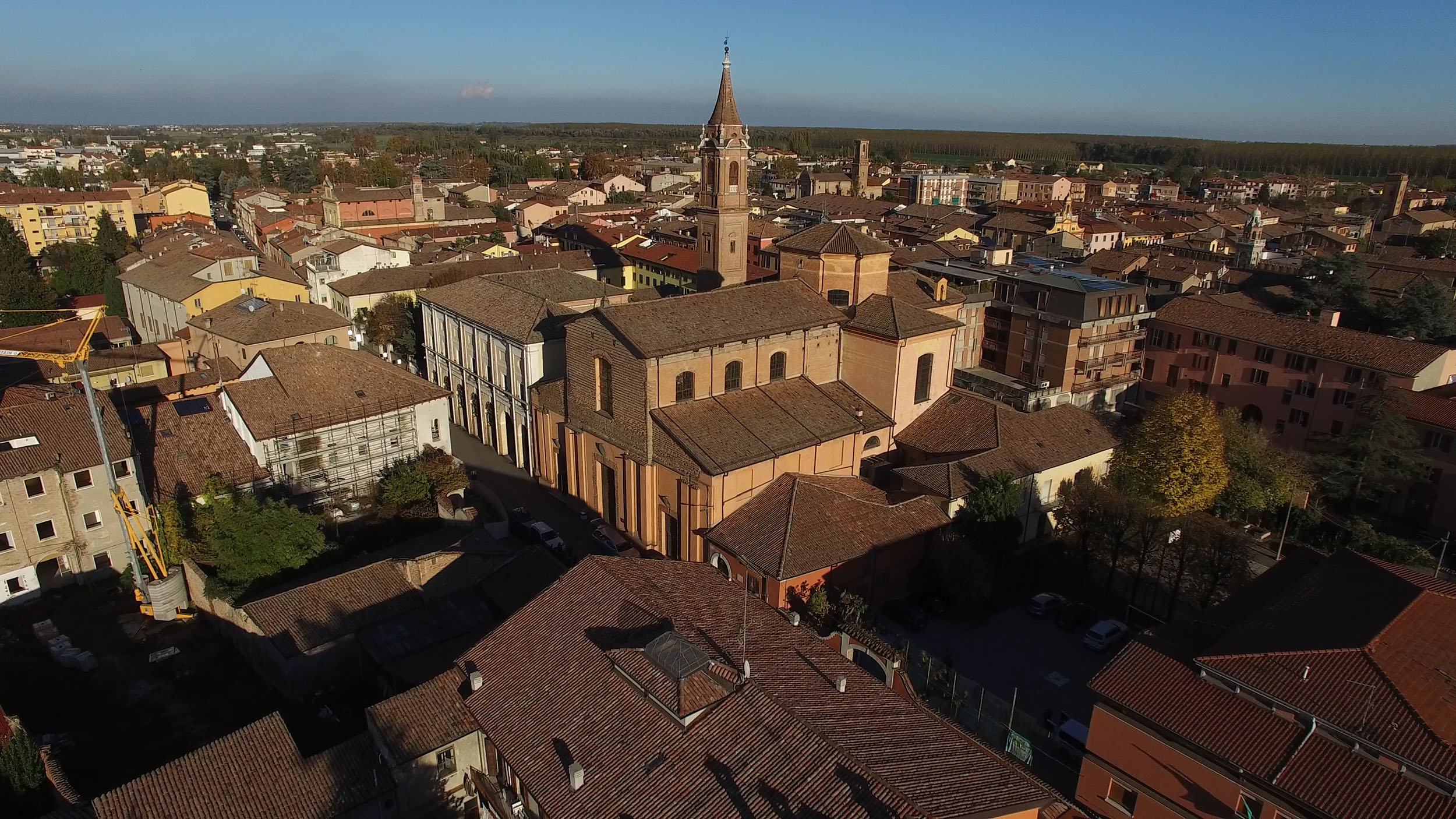
Luftbild mit dem Kollegiatstift San Biagio

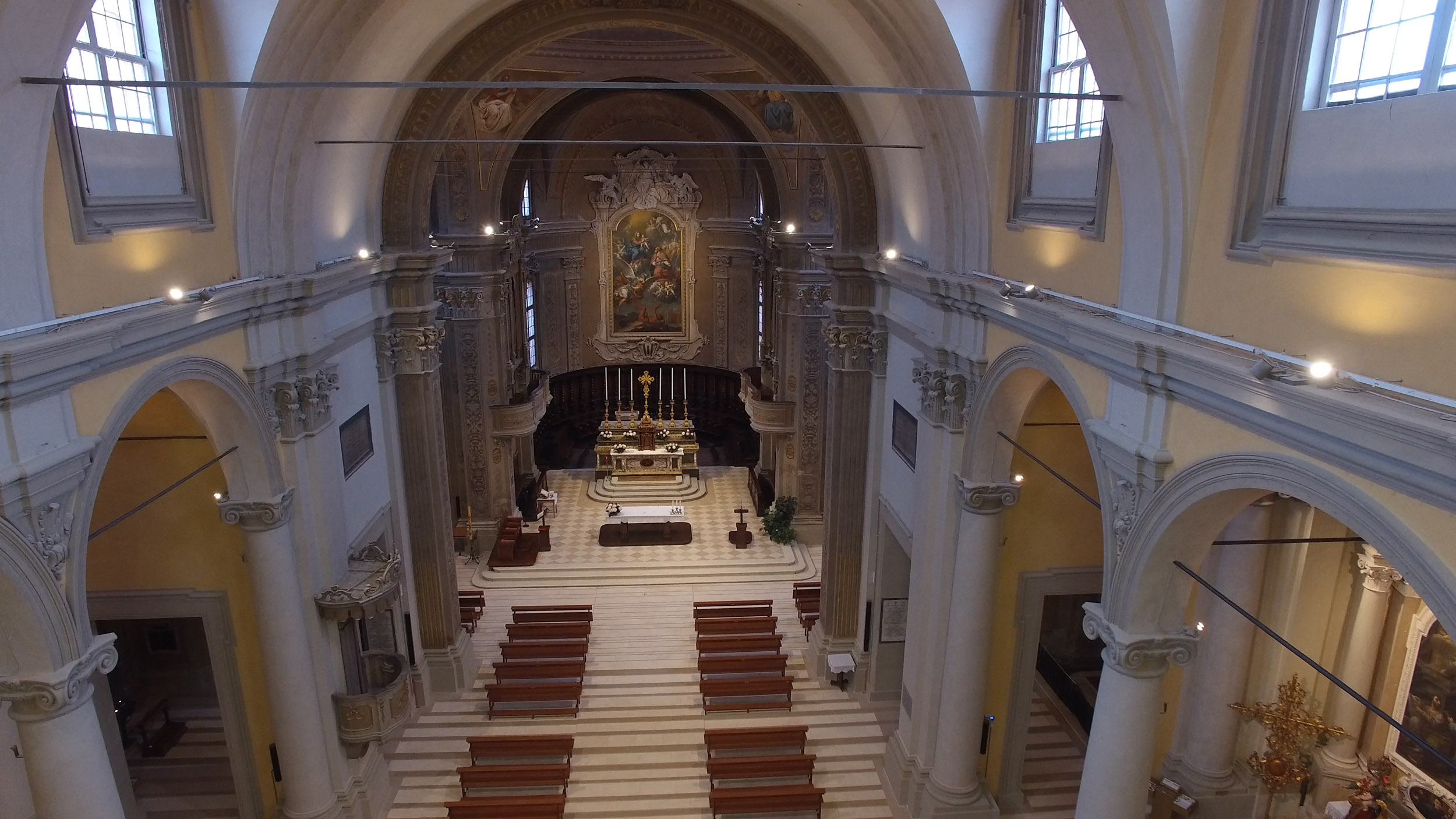
Das Innere des Kollegiatstiftes San Biagio

- Kollegiatstift San Biagio, mit Gemälden von Guercino
- Städtische Pinakothek (Pinacoteca Civica), mit Werken u. a. von Guercino.
- Jährlicher Karneval
- Piazza del Guercino
- Festungsanlage
- Schloss der Giovannina
- Porta Pieve
- Casa Panini
- Stadttheater
- Kirche Madonna del Rosario, mit Gemälden von Guercino.
- Galerie für Moderne Kunst A. Bonzagni

## Partnerstädte
- Székesfehérvár (Ungarn)
- Vicente López (Argentinien)

## Söhne und Töchter der Stadt
- Marco Zoppo (1433–1478), Maler und Bildhauer
- Giovanni Francesco Barbieri (1591–1666), Barockmaler
- Bartolomeo Campagnoli (1751–1827), Geiger, Komponist und Dirigent
- Giuseppe Alberghini (1770–1847), Kardinal der Römischen Kirche
- Ignazio Alberghini (1789–1869), römisch-katholischer Priester
- Adolfo Tunesi (1887–1964), Turner
- Jessica Rossi (* 1992), Sportschützin